# Alitta virens
Alitta virens (лат.) — многощетинковый червь, представитель семейства Нереид. Впервые описан в 1835 году. Является самым большим представителем семейства — может достигать 60—70 см в длину.

## Размножение
Размножение двуполое, эпигамное.
При наступлении половой зрелости у червя происходит превращение всего тела в гетеронереидную (эпитокную) форму. Меняется окраска с оливковой на зеленовато-синюю с радужным отливом, в параподиях увеличивается количество щетинок, образуются «плавники», в сегментах тела развиваются половые продукты. Для размножения черви массово поднимаются на поверхность воды, в результате чего может скапливаться огромное количество особей. Вымет половых продуктов происходит через разрывы стенок тела. В конце периода размножения черви опускаются на дно, зарываются в грунт и в течение недели погибают.
Период размножения — конец июня, начало июля.

## Галерея

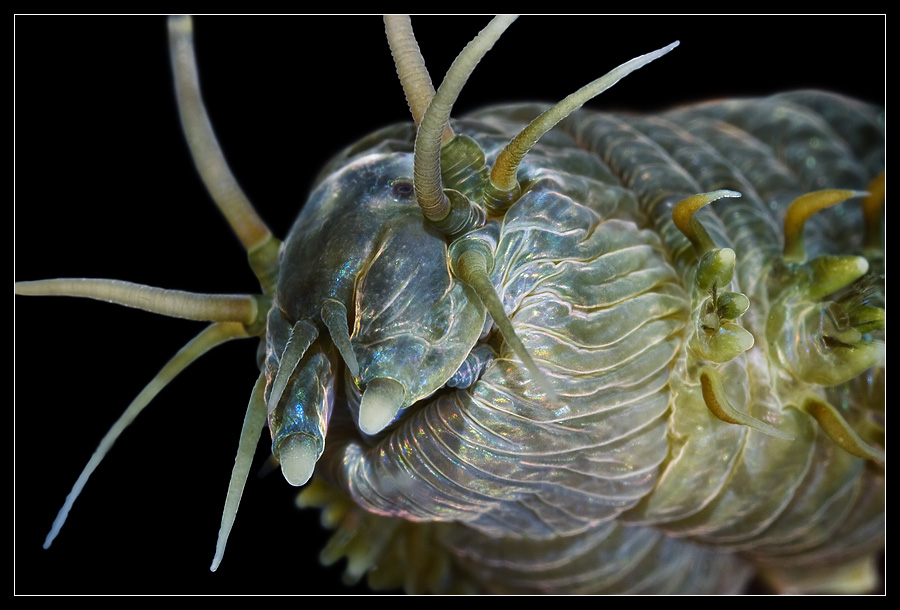
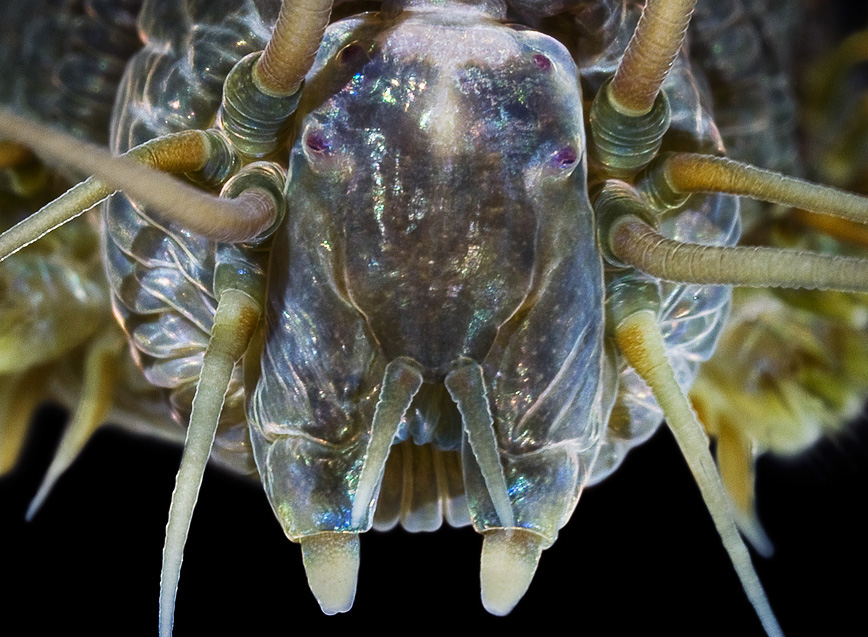
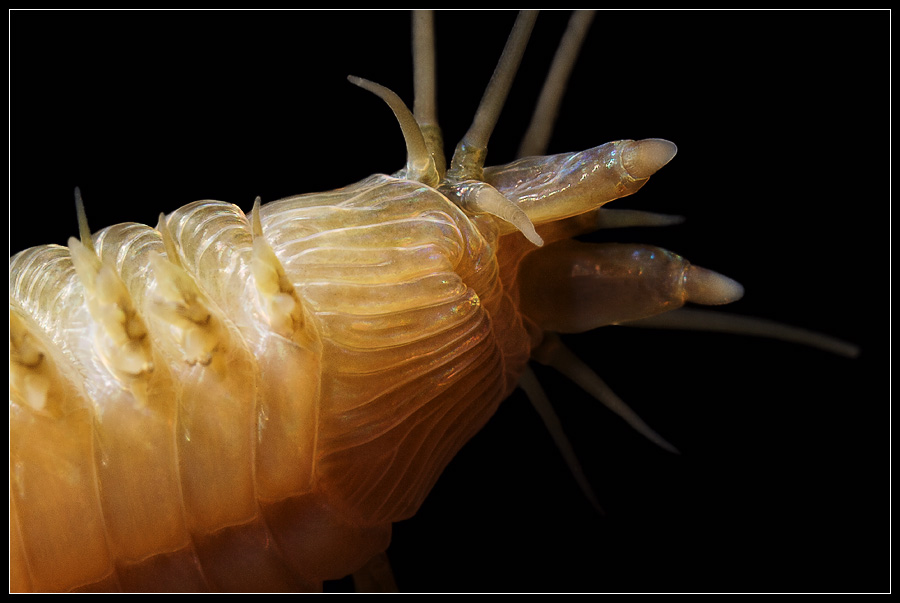
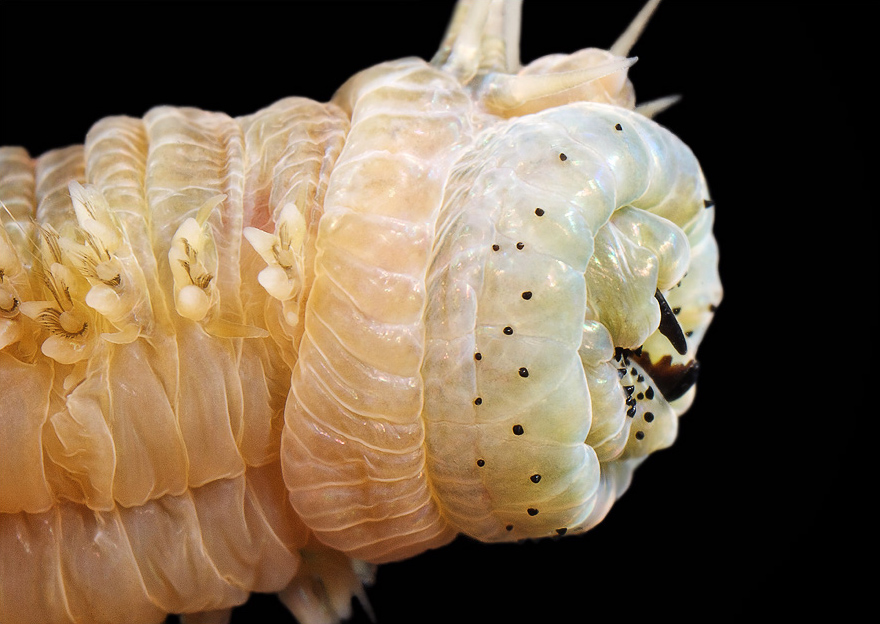
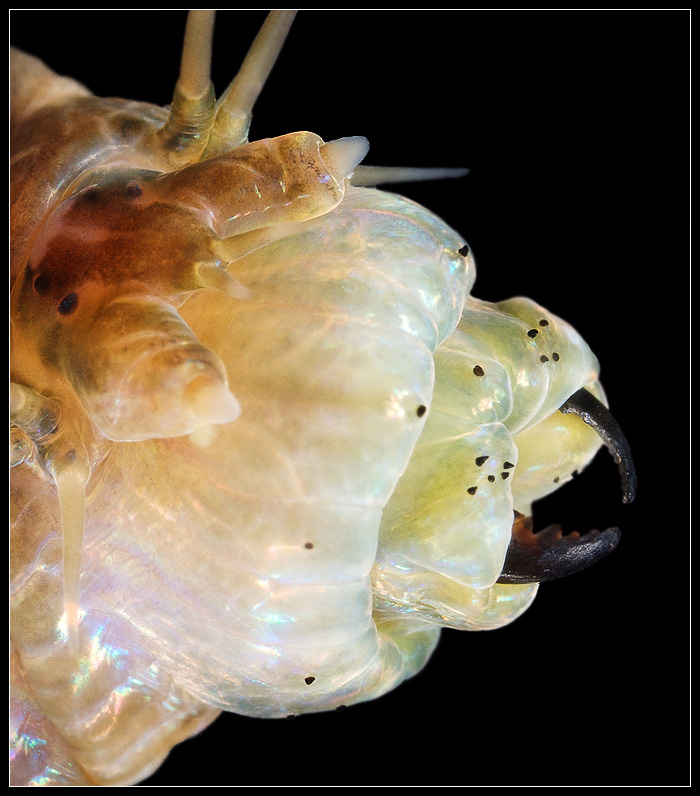
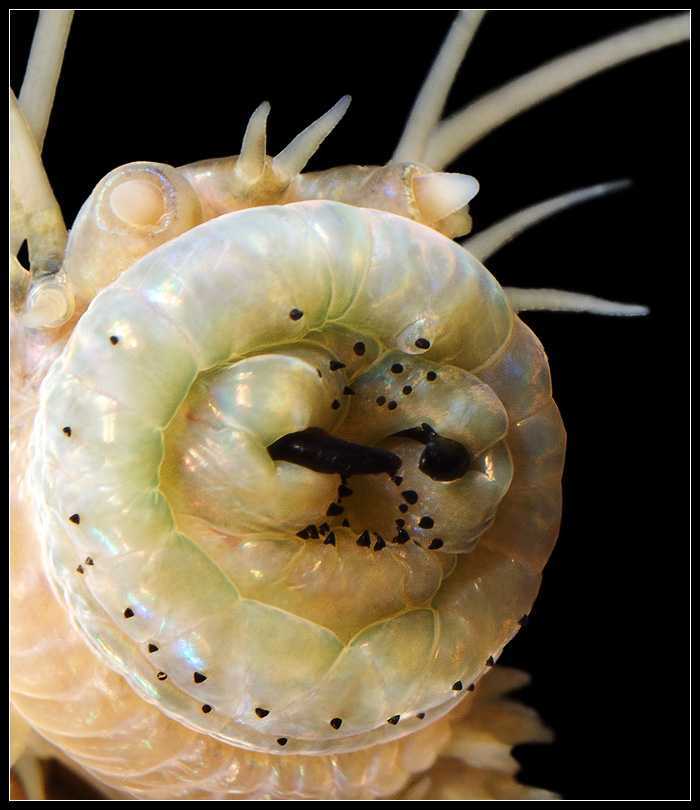